# Henry Wanyoike
Henry Wanyoike (* 10. Mai 1974 in Kikuyu, Kenia) ist ein blinder Leichtathlet auf der Langstrecke und Teilnehmer mehrerer Paralympics.

## Werdegang
Am 1. Mai 1995 erblindete Wanyoike durch einen Schlaganfall über Nacht. In Entwicklungsländern bedeutet eine solche Erblindung, dass der Betroffene sich selbst nicht mehr versorgen kann. Gibt es keine Familie, die ihn versorgt, folgt der Ausstoß aus der sozialen Gemeinschaft. Meist leben diese Menschen in bitterer Armut. Wanyoike wurde jedoch in ein von der Christoffel-Blindenmission unterstütztes Rehabilitationszentrum aufgenommen. 

### Paralympics Sydney 2000
Bekannt wurde er bei seiner ersten Teilnahme an den Paralympics 2000 in Sydney. Blinde Läufer haben einen sehenden Begleitläufer, der über ein Band mit dem Läufer verbunden ist. Wanyoikes Begleiter konnte das hohe Tempo nicht mitgehen und erlitt einen Schwächeanfall kurz vor dem Ziel. Zu diesem Zeitpunkt hatte Wanyoike bereits einen großen Vorsprung auf alle anderen Läufer im Feld herausgelaufen, musste seinen Begleiter über die Ziellinie ziehen und gewann den Lauf trotz dieser Verzögerung.
Er ist aktueller Weltrekordhalter über 5000 Meter (15:11:07 min, Athen, 2004), 10.000 Meter (31:37:25 min, Athen, 2004) sowie im Halbmarathon (1:10:26 h, Hongkong, 2004). Die Weltbestzeit im Marathon hielt Wanyoike bis zum 17. September 2008 mit 2:31:31 h (Hamburg, 2005) inne. Aktuell liegt der Weltrekord beim chinesischen Läufer Qi Shun (Peking, 2:30:32 h).
2008 erlitt Wanyoike in Kenia einen schweren Autounfall, bei dem eine Person ums Leben kam. Er verletzte sich dabei an der Hand, die operiert wurde und sich später entzündete, woraufhin sie in Helsinki erneut operiert werden musste. Bei den Paralympics 2008 in Peking war Wanyoike Fahnenträger Kenias und errang die Bronzemedaille über 5000 Meter. 2009 fand Henry Wanyoike nach der Genesung langsam wieder zur alten sportlichen Form zurück.
Henry Wanyoike engagiert sich als Botschafter für die Christoffel-Blindenmission, Seeing is Believing, die Paralympics (IPC) und für Licht für die Welt. Außerdem läuft er jedes Jahr zu Pfingsten beim "Run of Spirit" im Evangelischen Johannesstift mit. Er lebt mit seiner Frau und vier Kindern in Kikuyu. Er ist Gründer der Henry Wanyoike Foundation, die verschiedene Hilfsprojekte unterstützt und Initiator des Run for Hope ist. Dieser wurde 2011 bereits zum fünften Mal in seiner Heimatstadt Kikuyu durchgeführt und konnte als inzwischen zweitgrößte Sportveranstaltung Kenias über 12.000 Teilnehmer verzeichnen. Für den deutschen Internetradiosender „R4H – das Radio für barrierefreie Köpfe“ engagiert sich Wanyoike ebenfalls als Botschafter.
Henry Wanyoike ist einer von drei Hauptdarstellern im deutschen Dokumentarfilm Gold – Du kannst mehr als Du denkst, der am 28. Februar 2013 in die Kinos kam. Außerdem tritt er in dem Dokumentarfilm B.O.A.T.S. – Based On A True Story von Popmusiker Michael Patrick Kelly von 2022 auf. Über das Leben des kenianischen Sportlers komponierte Kelly den Song Running Blind, der sich auf dem im November 2021 erschienenen Solo-Album B.O.A.T.S. befindet.

## Auszeichnungen
- Wanyoike war 2005 der erste kenianische Sportler, der für den Laureus World Sports Award nominiert wurde (Kategorie Welt-Sportler des Jahres mit Behinderung).[2]
- 2020 wurde er mit dem Sonderpreis des German Paralympic Media Award ausgezeichnet.[3]

## Sportliche Erfolge
- Mai 2012: Hannover – 22. Platz beim Hannover-Marathon und erfolgreiche Qualifikation für die Paralympics 2012 in London (2:47:16 h)
- Mai 2009: Mannheim – Neunter Platz im Halbmarathon (1:19:27 h)
- April 2009: Bonn – Sechster Platz im Halbmarathon (1:14:56 h)
- Dezember 2007: Singapur – Sechster Platz im Halbmarathon (1:25:15 h)
- November 2006: 121. Platz (38.368 Teilnehmer) im New-York-City-Marathon (2:40:14 h)
- April 2006: Bonn – Fünfter Platz im Halbmarathon (1:14:44 h)
- Februar 2006: Hong Kong – Sechster Platz (9000 Teilnehmer) im Halbmarathon (1:16:47 h)
- Januar 2006: 53. Platz im Mumbai-Marathon (2:52 h)
- Dezember 2005: Singapur – Gewinner des Halbmarathons (1:16:07 h)
- Oktober 2005: Palma, Mallorca – Dritter Platz im Halbmarathon (1:15:24 h)
- September 2005: Wetzlar – Gewinner des Halbmarathons (1:14:41 h)
- Mai 2005: Hannover – Dritter Platz (4500 Teilnehmer) beim Halbmarathon (1:11:25 h)
- 24. April 2005: erneut Weltrekord im Hamburg-Marathon (2:31:31 h)
- 17. April 2005: Weltrekord im London-Marathon (2:32:51 h)
- September 2004: Athen – Gold und Weltrekord über 5000 m (15:11:07 min.) und 10.000 m (31:37:25 min)
- Mai 2004: Boston – neue Weltrekordzeit im Marathon (2:33:20 h)
- Februar 2004: Hong Kong – Gewinner und Weltrekord im Halbmarathon (1:10:26 h)
- Dezember 2003: Singapur – Silber im Straßenrennen über 5000 m
- Oktober 2003: Panafrikanische Spiele – Gold über 1500 m
- August 2003: Kanada – Gold über 5000 und 10.000 m
- Mai 2003: Gewinner des Boston-Marathon (2:49:03 h)
- Oktober 2002: Boston – Gewinner im 5000-m-Straßenrennen
- Juli 2002: Lille – Zwei Goldmedaillen und Weltrekord über 5000 m (15:17:75 min) and 10.000 m (32:34:31 min)
- April 2002: Japan – Weltrekord und Gold im Blindenmarathon
- Januar 2002: Kairo – Gold über 800 und 1500 m, Silber über 400 m
- 2000: Sydney – Erste Goldmedaille über 5000 m bei den Paralympics (15:46:29 min)